# Aerie faerie nonsense (versie 1987)
Aerie faerie nonsense versie 1987 is de derde versie van het album Aerie faerie nonsense uit 1978 van The Enid. In 1978 kwam het originele album uit bij EMI Group, maar de muziekstroming was destijds zo anders dan de Enid-muziek, dat het album al snel uit de schappen verdween. In 1984 bracht de muziekgroep het album deels opnieuw opgenomen, deels geremixt uit op een eigen label (ENID6). Godfrey bleef sleutelen aan het langste werk op het album Fand. In 1987 werd daaraan de laatste hand gelegd. Ook Mayday Gailliard werd nog aangepast. Zo was er ten opzichte van 1978 een geheel nieuw album ontstaan. En daarmee kwam een eind aan de historie van het album, totdat in 2010 werd besloten het originele album opnieuw uit te brengen op compact disc.   
NB, de nieuwe volgorde van de tracks en de titels werden ook al genoteerd in 1984. 

## Musici
- Robert John Godfrey – toetsinstrumenten
- Stephen Stewart – gitaar, percussie
- Francis Lickerish – gitaar, basgitaar, luit
- Terry Pack - basgitaar
- Dave Storey, Chris North - slagwerk, percussie

## Muziek
| Nr. | Titel | Duur  |
| --- | --- | ----- |
| 1.  | A heroe’s life (Godfrey,Stewart,Lickerish (was Childe Roland))                                                                                   | 7:09  |
| 2.  | Ondine (Godfrey) | 3:47  |
| 3.  | Interlude (Godfrey (was Prelude)) | 0:58  |
| 4.  | Bridal dance (Godfrey,Tollet (was Mayday Gailliard))                                                                                             | 6:44  |
| 5.  | Fand (I.Isle of brooding solitude (G); II.The silver ship-Landfall (GSL); III.The grand loving (GSL); IV.Love/death..The immolation of Fand (G)) | 29:36 |